# The Power and the Glory (film)
Pour les articles homonymes, voir The Power and the Glory.
Pour plus de détails, voir Fiche technique et Distribution.
The Power and the Glory est un film américain réalisé par William K. Howard et sorti en 1933. Il a été sélectionné pour être préservé par le National Film Registry. Le scénario est en partie inspiré de la vie de Charles William Post, grand-père de la deuxième femme du réalisateur et pionnier de l'industrie.

## Synopsis
Après l'enterrement de Tom Garner, un magnat des chemins de fer qui a fini par se suicider, son meilleur ami évoque la vie de Garner,  de ses problèmes familiaux et de son ascension professionnelle.

## Fiche technique
- Réalisation : William K. Howard
- Scénario : Preston Sturges
- Producteur : Jesse L. Lasky
- Photographie : James Wong Howe
- Montage : Paul Weatherwax
- Musique : J.S. Zamecnik
- Production : Fox Film Corporation
- Durée : 76 minutes
- Date de sortie : 16 août 1933

## Distribution
- Spencer Tracy : Tom Garner
- Colleen Moore : Sally Garner
- Ralph Morgan : Henry
- Helen Vinson : Eve Borden
- Phillip Trent : Tom Garner, Jr.
- Henry Kolker : Mr. Borden
- J. Farrell MacDonald : Mulligan
- Sarah Padden : femme d'Henry
- George Chandler
- Edward LeSaint : le docteur
- Russell Simpson : professeur
- Robert Warwick : Edward